# Johan Ludvig Heiberg

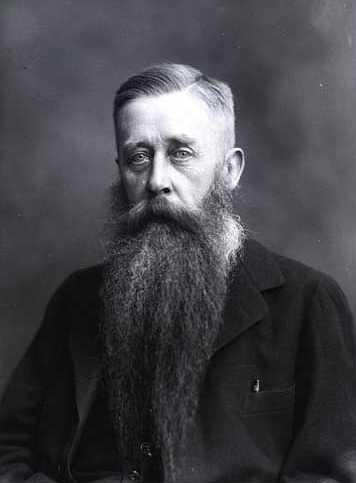
J. L. Heiberg in 1918

Johan Ludvig Heiberg (27 november 1854 - 4 januari 1928) was een Deens filoloog en historicus. Hij is het best bekend van zijn ontdekking van voorheen onbekende teksten in de Archimedes-palimpsest, en van zijn uitgave van Euclides' Elementen, die door T.L. Heath in het Engels werd vertaald. Hij publiceerde ook een uitgave van Ptolemeus' Almagest.
Heiberg was van 1896 tot 1924 hoogleraar in de klassieke filologie aan de Universiteit van Kopenhagen. Onder zijn meer dan 200 publicaties waren edities van de werken van Archimedes (1880 en 1912), Euclides (met Heinrich Menge) (1883-1916), Apollonius van Perga (1891-1893), Serenus van Antinouplis (1896), Ptolemaeus (1898/1903) en van Hero van Alexandrië (1899). Veel van zijn edities zijn nog steeds in gebruik.

## Archimedes-palimpsest
In 1906 inspecteerde Heiberg een vellum manuscript in Constantinopel. Hij realiseerde zich dat het wiskundige werken van Archimedes bevatte, die op dat moment niet bekend waren aan de geleerden.
Heibergs onderzoek van het manuscript was alleen met het blote oog. Hij kon geen gebruik maken van technische hulpmiddelen zoals röntgenstraling en ultraviolet licht. De Archimedes-palimpsest wordt momenteel bewaard in het Walters Art Museum in Baltimore, Maryland.